# Nick Clegg
Nicholas William Peter Clegg PC MP (nascut el 7 de gener de 1967), conegut com a Nick Clegg, és un polític britànic que fou viceprimer ministre del Regne Unit des de l'11 de maig de 2010 fins al 8 de maig de 2015 en un govern de coalició amb el conservador David Cameron. Diputat per Sheffield Hallam, va ser, des del 18 de desembre de 2007 fins al 16 de juliol de 2015 el líder dels Liberal Demòcrates, havent estat candidat a primer ministre britànic a les eleccions generals de maig de 2010. Fou nomenat membre del Consell Privat al 30 de gener de 2008 i va acceptar el càrrec el 12 de març següent.

## Biografia
Va estudiar arqueologia i antropologia al Robinson College de (Cambridge). Va participar en el teatre estudiantil i va fer campanya per al Survival International, per a la protecció dels drets dels pobles indígenes amenaçats. Després de la universitat se li va atorgar una beca per estudiar a la Universitat de Minnesota durant un any, on va escriure una tesi sobre la filosofia política de l'ecologia profunda. Després es va traslladar a Nova York, on va treballar com a passant de Christopher Hitchens a The Nation, una revista d'esquerres. L'any següent, Clegg va passar a Brussel·les, on va treballar en una unitat de coordinació de lliurament d'ajuda als països de l'antiga Unió Soviètica. Després va obtenir una segon mestratge al Col·legi d'Europa de Bruges, on va conèixer la seva dona, l'espanyola Miriam González Durántez. Clegg parla neerlandès, anglès, francès, alemany i espanyol.
L'abril de 1994 va ocupar un lloc a la Comissió Europea per treballar en el programa TACIS. Durant dos anys va ser responsable del desenvolupament de programes d'ajuda directa, per valor de 50.313.000€, a l'Àsia central i el Caucas. Va estar involucrat en les negociacions amb Rússia sobre drets de sobrevol de les línies aèries, i va posar en marxa una conferència celebrada a Taixkent el 1993, que va fundar TRACECA -el corredor de transport d'Europa, el Caucas i a Àsia, també coneguda com a «Nova Ruta de la Seda». El comissari de Comerç Leon Brittan va oferir a Clegg un treball a la seva oficina privada, com a assessor sobre la Unió Europea i escriptor de discursos. Com a part d'aquesta funció, Clegg va estar a càrrec de l'equip de la CE en les negociacions d'adhesió de la Xina i Rússia a l'Organització Mundial del Comerç.
Clegg va ser seleccionat com l'euro-candidat Liberal Demòcrata a la regió de Midlands de l'Est el 1998. Després de la seva elecció el 1999, va ser el primer diputat liberal elegit a la regió de Midlands de l'Est des de 1931.
Clegg va decidir abandonar Brussel·les el 2002, argumentant que la batalla per convèncer el públic dels beneficis d'Europa s'estava lliurant a casa seva, no a Brussel·les.
Després de les eleccions de 2006 per al lideratge del partit Liberal Demòcrata, Clegg va ser promogut a portaveu d'Afers d'Interior. Després de la dimissió de Campbell, Clegg va ser considerat per gran part dels mitjans de comunicació com a principal candidat en l'elecció de lideratge.

### Líder dels liberal demòcrates
En el seu discurs d'acceptació després de la seva victòria en la batalla per al lideratge, Clegg es va declarar «un liberal per temperament, per instint i per educació» i que creu que «Gran Bretanya és un lloc de tolerància i pluralisme». Ell va declarar que les seves prioritats són la defensa de les llibertats civils i protegir el medi ambient.

### Viceprimer ministre del Regne Unit
En les eleccions generals de 2010, en les què els liberal demòcrates van seguir perdent escons, els Conservadors van obtenir la major part de representants però no la majoria absoluta i el partit va exercir com a soci menor en un govern de coalició amb el Partit Conservador encapçalat per David Cameron fins al 2015 amb Nick Clegg com a viceprimer ministre.
A les eleccions al Parlament del Regne Unit de 2015 els liberal demòcrates van perdre 49 escons i el seu percentatge de vots va caure al seu nivell més baix des de les eleccions de 1970, acabant amb un total de 8 diputats i Clegg va presentar la dimissió.